# چشتی تون
چشتی تون (نروژی: Kjersti Thun؛ زادهٔ ۱۸ ژوئن ۱۹۷۴) بازیکن فوتبال زن اهل نروژ بود.